# Gli Uh!
χ
Gli Uh! sono stati un gruppo musicale beat, tra i primi in Italia suonare il rhythm 'n' blues. Fondato nel 1966, ha mantenuto la stessa formazione in oltre 30 anni di attività.

## Storia del gruppo
Il gruppo venne formato nel 1966 a Biella da alcuni amici influenzati dalla musica beat inglese e dalla musica nera americana, e in particolare dal soul e dal rhythm 'n' blues; il nome viene scelto perché dovendo individuare un nome che fosse corto e facile da ricordare ed essendo assidui lettori della serie a fumetti di Tex Willer, mutuarono l'esclamazione Uh! proprio dal linguaggio del fumetto.
Dopo i primi spettacoli tenuti nella loro regione, vennero notati da Vic Nocera, paroliere e impresario legato al Clan Celentano, che procurò loro un contratto con una piccola casa discografica torinese, la Moon Records Cedi, gestita dal maestro Dell'Utri. In precedenza avevano effettuato un provino per la Cetra, ma erano stati rifiutati perché troppo moderni.
Il debutto discografico avvenne a gennaio 1967 con un singolo con due canzoni cover di I've Been Loving You Too Long di Otis Redding (intitolata Se ci fossi tu), e di Hold on I'm coming di Sam & Dave.
Nello stesso anno, dopo un altro singolo con una versione di Respect di Otis Redding (intitolata Aspetti il mio ritorno), vengono invitati come ospiti alla seconda edizione del Torneo nazionale Rapallo Davoli (che si teneva ogni anno a Rapallo) e suonano come gruppo di spalla durante il tour italiano degli Animals, e appaiono in altre trasmissioni televisive.
Con il passaggio alla Kansas, etichetta con cui Vic Nocera ha iniziato a collaborare, il gruppo si accosta alle sonorità psichedeliche, e riescono a raggiungere il successo con Un lago blu, canzone basata sull'organo Hammond: la Rai dedica loro una trasmissione televisiva (Un quarto d'ora con gli Uh!), e Pippo Baudo li chiama come ospiti d'onore per la sua Settevoci.
Nel 1969 partecipano a Un disco per l'estate con Io non ti prego, brano che riscuote un discreto successo (il disco è accreditato a Attilio e gli Uh!); nelle incisioni successive il gruppo si stacca dalle sonorità beat e si accosta alla melodia italiana, anche se nell'album pubblicato nel 1972 sono presenti sonorità rock, come in Dormi qui, cover di Stay with me dei Faces, in Non sono solo, cover di I Am the Walrus dei Beatles o in Più nessuno al campo, di genere progressive.
Dopo altri due 45 giri, e un 33 giri, il gruppo si scioglie ma Paolo e Attilio proseguono con l'attività concertistica, promuovendo progetti paralleli dei singoli musicisti (come i gruppi Melody Makers e Zip Fastener, la cui voce era quella di Attilio), mentre Paolo fonda una band di R&B "Marshmallow" composta da undici elementi con i quali si diverte ritornando alla vecchia passione esibendosi nei locali live, vincendo anche una selezione del "Pistoia Festival Blues" e pubblicando un CD. Nel 1976 Attilio tenta un esperimento riutilizzando il nome "Gli Uh!" ma senza i vecchi compagni e pubblica un 45 giri (Ho bisogno di te/Tu che ne sai).
Con il ritorno di interesse verso il beat, la Giallo Records pubblica nel 1998 un CD che contiene tutte le canzoni uscite su 45 giri negli anni sessanta: stimolati dall'attenzione suscitata da questo disco, il gruppo torna in sala d'incisione per un nuovo album di inediti, che viene pubblicato l'anno successivo in concomitanza con un volume sulla storia del gruppo scritto dal giornalista biellese Giorgio Pezzana. Riprendono così nuovamente i concerti per qualche anno.
Domenica 3 aprile del 2005, vinto da un male incurabile, muore a 62 anni all'ospedale di Biella Attilio Gili: per ricordare l'amico, un anno dopo, i tre membri superstiti (il fratello di Attilio, Sandro Gili, si occupa delle parti vocali soliste) si esibiscono insieme ad altri gruppi al Teatro Sociale di Biella.
Dopo la scomparsa di Attilio il fratello Sandro scopre alcune vecchie registrazioni dal vivo effettuate con un mangiacassette. Con un opportuno remixaggio sono emerse 21 cover del repertorio dal vivo, pubblicate nel dicembre 2007 nell'album Live 1968,1969,1970,1971 gli Uh!.
Nel 2022 è ricorso il cinquantenario dell'uscita dell'unico long playing e per l'occasione GLI UH! superstiti ,Sandro Paolo e Ivo, con l'interessamento dell'associazione culturale Piano Bi, e con il sostegno del Comune di Biella unitamente alla Fondazione Cassa di Risparmio di Biella, hanno organizzato per martedi 22 novembre 2022, al teatro Sociale una vera e propria festa della musica con "GLI UH! IN CONCERTO", il cui ricavato è stato devoluto alla lilt biella. 
i tre artisti quali testimoni di un grande passato hanno dimostrato di poter ancora esprimere molto, infatti alla serata (sold out in tre giorni di prevendita) hanno voluto partecipare anche molti musicisti tra cui la band del Biella Jazz Club con Max Tempia, Fabio Buonarota, Massimiliano Serra, Davide Gilardino e Maurino Dellacqua.
Mentre sul palco con GLI UH! hanno suonato Mario Mancin, Marco Laurora, Marco Moscatelli Roberto Banzi e Fabio Buonarota quale portentosa sezione di fiati; ed ancora ad affiancare la chitarra di Sandro Gili ci sono stati Moreno Chiari e Ricki Massini, mentre con la ritmica di Ivo Ramella si è legato il basso di Fabrizio Lovati ed infine Paolo Piscozzo con le tastiere di Max Tempia hanno creato quell'atmosfera irripetibile degli anni 60 grazie anche al generoso contributo di Bruno Tiberti a ricordare la grande voce di Attilio Gili. Questa rimarrà probabilmente l'ultima esibizione de "GLI UH!".
Paolo Piscozzo

## Formazione
- Attilio Gili: voce solista, basso
- Sandro Gili: chitarra, voce
- Ivo Ramella: batteria, voce
- Paolo Piscozzo: tastiere, voce

## Discografia
Album in studio
- 1971 – Gli Uh! (Kansas, LDM 17002)
- 1998 – Uh! (Giallo Records)
- 1999 – Millenovecentonovantanove! (Anni Verdi, UH999)

Singoli
- 1967 – Oh no, non credo/Se ci fossi tu (Moon Records Cedi, GNP-NP 79018)
- 1967 – Aspetti il mio ritorno / Mai nessuno al mondo (Moon Records Cedi, GNP-NP 79019)
- 1968 – È finita/Cieli azzurri (Moon Records Cedi, GNP-NP 79026)
- 1968 – Sola sola/Piccola (Kansas, DM 1064)
- 1969 – La mia storia/Un lago blu (Kansas, DM 1071)
- 1969 – Io non ti prego/Una notte matta (Kansas, DM 1091; pubblicato come Attilio e gli Uh!)
- 1969 – Un brutto sogno/Una porta chiusa (Kansas, DM 1107)
- 1970 – Addio sogni miei/Non sono solo (Kansas, DM 1128)
- 1971 – Questo è amore/Il bene che mi vuoi (Kansas, DM 1150)
- 1972 – Dormi qui/Più nessuno al campo (Kansas, DM 1152)
- 1972 - Solo/Finisce qui
- 1976 – Ho bisogno di te/Tu che ne sai (Cetra, SP 1636)

Album dal vivo
- 2007 – Live 1968,1969,1970,1971 gli Uh! (Paolo Piscozzo)

Compilation
- 1998 - 1967-1972 (Discografia Completa - Complete Discography)